# Ryōji Akiyama
Ryōji Akiyama (秋山 亮二, Akiyama Ryōji), né en 1942, est un photographe japonais connu pour son travail dans la péninsule de Tsugaru et à New York. Il est également auteur d'ouvrages sur la photographie.

## Livres
- Tsugaru: Ryōji-sensei gyōjōki (津軽 聊爾先生行状記?)). Hirosaki: Tsugaru Shobō, 1978. (ja) Photographies de la péninsule de Tsugaru.
- Nyūyōku tsūshin: Akiyama Ryōji shashin (ニューヨーク通信 秋山亮二写真?). Tokyo: Bokusuisha, 1980. (ja) Photographies de New York.
- 你好小朋友 Chūgoku no kodomotachi: Akiyama Ryōji shashinshū (你好小朋友 中国の子供達 秋山亮二写真集?). Tokyo: Sakura Family Club, 1983. (ja) Photographies d'enfants en Chine.
- Narakawa-mura (楢川村?). Tokyo: Asahi-shinbunsha, 1991.  (ISBN 4022562528). (ja) Photographies de Narakawa dans la préfecture de Nagano.
- Fotokontesuto hisshō gaido (フォトコンテスト必勝ガイド?) / Photo Contest Success Guide. Reberu-appu mook. Tokyo: Gakken, 1995.  (ISBN 4056011362). (ja)
- Fotokontesuto hisshō: Kodomo no torikata (フォトコンテスト必勝 子どもの撮り方?). Reberu-appu mook. Tokyo: Gakken, 1998.  (ISBN 405601843X). (ja)
- Kodomo no shashin no torikata: Kawaiku toru kihon kara fotokontesuto chōsen made (子どもの写真の撮り方—かわいく撮る基本からフォトコンテスト挑戦まで?). Tokyo: Gakken, 1999.  (ISBN 4054011586). (ja) Livre sur la prise de photographies d'enfants.
- "Tsugaru Ryōji-sensei gyōjōki": Akiyama Ryōji sakuhinten (「津軽聊爾先生行状記」 秋山亮二作品展?). JCII Photo Salon Library 118. Tokyo: JCII Photo Salon, 2001. (ja) Livret de photographies tirées de la série du livre de 1978.
- Nara: Akiyama Ryōji shashinshū (なら 秋山亮二写真集?) / Nara. Tokyo: Yūjin Kōbō, 2006.  (ISBN 4-903434-03-6). (ja + en) Photographes de Nara.